# 曾瑀
曾瑀（1469年—？），字朝儀，湖廣衡州府桂陽州人，匠籍，明朝政治人物。

## 生平
湖廣鄉試第四十五名舉人。弘治十八年（1505年）中式乙丑科會試第一百三十五名，三甲第三十四名進士。

## 家族
曾祖曾義通；祖父曾諒，典史；父曾俙，母劉氏。具庆下。